# Шевальє (фільм)
«Шевальє» (англ. Chevalier) — грецький комедійний фільм, знятий Афіною Рахель Цангарі. Світова прем'єра стрічки відбулась 12 серпня 2015 року на Локарнському кінофестивалі. Також фільм показали в головному конкурсі Лондонського кінофестивалю, де він став найкращим фільмом.
Фільм був висунутий Грецією на премію «Оскар» за найкращий фільм іноземною мовою.

## У ролях
- Йоргос Кендрос
- Панос Короніс
- Вангеліс Мурікіс
- Ефтіміс Пападімітроу
- Гіоргос Пірпассоупоулос
- Сакіс Рувас

## Визнання
| Нагороди та номінації фільму «Шевальє» | Нагороди та номінації фільму «Шевальє» | Нагороди та номінації фільму «Шевальє»                                                                      | Нагороди та номінації фільму «Шевальє» | Нагороди та номінації фільму «Шевальє» |
| Кінопремія / Кінофестиваль             | Категорія / Нагорода                   | Номінант | Результат                              |                                        |
| -------------------------------------- | -------------------------------------- | --- | -------------------------------------- | -------------------------------------- |
| Гамбурзький кінофестиваль              | Нагорода Art Cinema                    | «Шевальє»                                                                                                   | Номінація                              |                                        |
| Локарнський міжнародний кінофестиваль  | «Золотий леопард» за найкращий фільм   | «Шевальє»                                                                                                   | Номінація                              |                                        |
| Лондонський кінофестиваль              | Найкращий фільм                        | «Шевальє»                                                                                                   | Перемога                               |                                        |
| Премія «Незалежний дух»                | Найкращий фільм іноземною мовою        | «Шевальє»                                                                                                   | В очікуванні                           |                                        |
| Сараєвський міжнародний кінофестиваль  | Найкращий актор                        | Йоргос Кендрос, Панос Короніс, Вангеліс Мурікіс, Ефтіміс Пападімітроу, Гіоргос Пірпассоупоулос, Сакіс Рувас | Перемога                               |                                        |
| Сараєвський міжнародний кінофестиваль  | Спеціальна згадка журі                 | «Шевальє»                                                                                                   | Перемога                               |                                        |
| Сараєвський міжнародний кінофестиваль  | Найкращий фільм                        | «Шевальє»                                                                                                   | Номінація                              |                                        |